# ألكسندر أوبرادوفيتش
ألكسندر أوبرادوفيتش (بالصربية: Александар Обрадовић)‏ هو موسيقي وملحن صربي، ولد في 22 أغسطس 1927، وتوفي في 2001 في بلغراد في صربيا.

## روابط خارجية
- ألكسندر أوبرادوفيتش على موقع IMDb (الإنجليزية)